# Walter Messmer (Unternehmen)
Das Unternehmen Walter Messmer war eine Kaffeerösterei in Hamburg. Unter dem Motto „Mein Bester von Walter Messmer“ betrieb sie bis Ende der 1970er Jahre bis zu 30 Fachgeschäfte für Röstkaffee, Tee, Gebäck und Süßwaren, in früheren Jahren auch Lebensmittel wie z. B. Butter. Nach der Übernahme durch die arko GmbH im Jahr 1979 wurden die Verkaufsstellen unter dem Namen des neuen Eigentümers weiterbetrieben, der Firmenmantel später weiterverkauft.

## Handelsrechtliche Geschichte
„Walter Messmer – Haus für feinen Kaffee und Tee“ wurde 1934 von Ernst Jacob Walter Messmer, einem Kaufmann aus Hamburg-Berne gegründet. Dieser blieb Geschäftsführer, bis das Unternehmen unter Walter Peter Messmer und Klaus Lothar Messmer zunächst in eine OHG (1967) umgewandelt wurde. Bei der Umwandlung zur KG ein Jahr später wurden beide mit gleichem Kapitalanteil zu Kommanditisten, persönlich haftende Gesellschafterin wurde die Verwaltungsgesellschaft Walter Messmer mbH.
1979 wurde die KG mit Blick auf die Übernahme des Unternehmens aufgelöst. Die Geschäfte wurden von der neugegründeten Walter Messmer GmbH (Stammkapital 500.000 DM) mit Sitz in Norderstedt übernommen, Geschäftsführer waren Walter Peter Messmer und Cuno Rothfos, der geschäftsführender Gesellschafter der übernehmenden arko GmbH aus Wahlstedt war. 1980 schied das letzte Mitglied der Familie Messmer aus der Geschäftsführung aus, der Sitz der Gesellschaft wurde nach Wahlstedt verlegt, die Geschäftsaktivitäten weitgehend eingestellt.
1984 wurde das mittlerweile fast substanzlose Unternehmen (Stammkapital 100.000 DM) an Elisabeth Hartwig, Ehefrau eines leitenden arko-Mitarbeiters verkauft und der Sitz nach Bad Bramstedt verlegt. Die Geschäftstätigkeit, ein Versandhandel für Kaffee, Gebäck und Süßwaren, endete 2002 durch Insolvenz.